# Ultima amantă (film)
Ultima amantă ( franceză Une vieille maîtresse, „O bătrână amantă”) este un film franco-italian din 2007, bazat pe romanul Une vieille maîtresse al scriitorului francez Jules Barbey d'Aurevilly . Actorii Asia Argento și Fu'ad Aït Aattou joacă rolul celor două personaje principale. Filmul a fost regizat de Catherine Breillat și s-a numărat printre titlurileFestivalului de Film de la Cannes din 2007 . 

## Acțiunea filmului
În 1835 la Paris, Ryno de Marigny ( Fu'ad Aït Aattou ) îi face o ultimă vizită doamnei Vellini ( Asia Argento ), amanta sa spaniolă, pentru a-și lua rămas bun printr-un act de dragoste, înainte de a se căsători cu tânăra Hermangarde ( Roxanne Mesquida ). Legătura lui cu Vellini este subiectul bârfelor pariziene, iar înainte ca bunica lui Hermangarde să-i dea binecuvântarea, aceasta vrea să audă de la Ryno totul despre relația lui. Ryno dezvăluie o poveste furtunoasă, dar susține că aventura lui de zece ani s-a încheiat; acum o iubește pe Hermangarde. După căsătorie, tinerii se mută într-un castel de pe malul mării. Sunt fericiți împreună și, în scurt timp, Hermangarde rămâne însărcinată. Însă „ultima/fosta amantă” reapare în peisaj și, deși Ryno încearcă să o țină departe de viața lui, cedează insistențelor ei, iar Hermangarde află despre aventură.
1. ↑  „Festival de Cannes: The Last Mistress”. festival-cannes.com. Arhivat din original la 12 octombrie 2012. Accesat în 20 decembrie 2009.